# Mart Velsker
Mart Velsker (* 12. Mai 1966 in Tartu) ist ein estnischer Literaturwissenschaftler und -kritiker.

## Leben
Mart Velsker machte 1984 in Tartu Abitur und studierte anschließend an der Universität Tartu Estnische Sprache und Literatur. Nach seinem 1991 erfolgten Abschluss des Studiums erlangte er 1993 den Magistergrad mit einer Arbeit über estnische Lyrikanthologien und wurde 2014 mit einer Dissertation zur Literaturgeschichtsschreibung der südestnischen Literatur zum Dr. phil. promoviert. Seit 1994 ist er Lektor für estnische Literatur an der Universität Tartu, seit 2017 Dozent und seit 2021 Assistenzprofessor. Von 2000 bis 2004 war er Lektor für estnische Sprache und Literatur an der Universität Helsinki.

## Werk
Velskers Forschungsschwerpunkt liegt auf der Erforschung der zeitgenössischen estnischen Lyrik und der Literaturkritik. Er hat Untersuchungen zu zahlreichen Autorinnen und Autoren vorgelegt und ist Mitautor der 2001 erschienenen einbändigen „Estnischen Literaturgeschichte“, die heute als Standardwerk gilt.

## Auszeichnungen
- 2010 Jahrespreis des Estnischen Kulturkapitals (Artikel)

## Bibliografie (Auswahl)

### Monografien
- (gemeinsam mit Epp Annus, Luule Epner, Ants Järv, Sirje Olesk und Ele Süvalep:) Eesti kirjanduslugu. Tallinn: Koolibri 2001. 703 S.
- Lõunaeesti kirjandusloo kirjutamise võimalusi. Tartu: Tartu Ülikooli Kirjastus 2014. 202 S. (Dissertationes litterarum et contemplationis comparativae Universitatis Tartuensis. 12)
- Luulejutud. Tekste aastatest 1994–2020. [Tartu]: Tartu Ülikooli Kirjastus 2022. 463 S.

### Aufsätze
- Varemed, tasandikud, püramiidid. Uidang Eesti nüüdisluules, in: Vikerkaar 3/1996, S. 50–62.
- Stalinismi võidud ja kaotused kuuekümnendatel aastatel, in: Vikerkaar 10-11/1998, S. 119–127.
- Mis on kuuekümnendad eesti kirjanduses?, in: Looming 8/1999, S. 1210–1216.
- Kareva on suureks saanud, in: Looming 2/1999, S. 282–299.
- Y eesti kirjanduses, in: Vikerkaar 10/2001, S. 78–86.
- Liikumine Paul-Eerik Rummo luules, in: Looming 1/2002, S. 94–111.
- Kuldsed kolmekümnendad kuldsete kuuekümnendate kirjanduses, in: Vikerkaar 1-2/2005, S. 171–180.
- Enesemüümise ja -õigustuse vahel. Eesti kirjanduskriitika ja -teadus 2005. aastal, in: Keel ja Kirjandus 4/2006, S. 267–285.
- Traktor üle mure. Lendmõtteid Andres Ehini luulest, in: Looming 11/2010, S. 1583–1590.
- fs, François Serpent, Indrek Mesikepp ja teised, in: Vikerkaar 1-2/2010, S. 91–114.
- South Estonian Literature: A New Phenomenon with a Centuries-long History, in: Interlitteraria 20/1, 115–130.
- Henrik Visnapuu, Artur Adson ja lõunaeestikeelne luule, in: Looming 9/2017, S. 1352–1359.
- Tegelane Tuglas, in: Looming 5/2021, S. 677–688.